# Gymnoderma
Gymnoderma is een geslacht van korstmossen behorend tot de familie Cladoniaceae. De typesoort is Gymnoderma coccocarpum.

## Soorten
Volgens Index Fungorum bevat het geslacht vier soorten (peildatum november 2021):
| Soortnaam              | Auteur(s)       | Publicatiejaar |
| ---------------------- | --------------- | -------------- |
| Gymnoderma coccocarpum | Nyl.            | 1869           |
| Gymnoderma favosum     | Hoffm.          | 1811           |
| Gymnoderma insulare    | Yoshim. & Sharp | 1968           |
| Gymnoderma sinuatum    | Humb.           | 1793           |